# Morschowez-Insel
Die Morschowez-Insel (russisch Остров Моржовец, Ostrow Morschowez) ist eine russische Insel im Weißen Meer. Sie gehört verwalterisch zur Oblast Archangelsk.

## Siehe auch

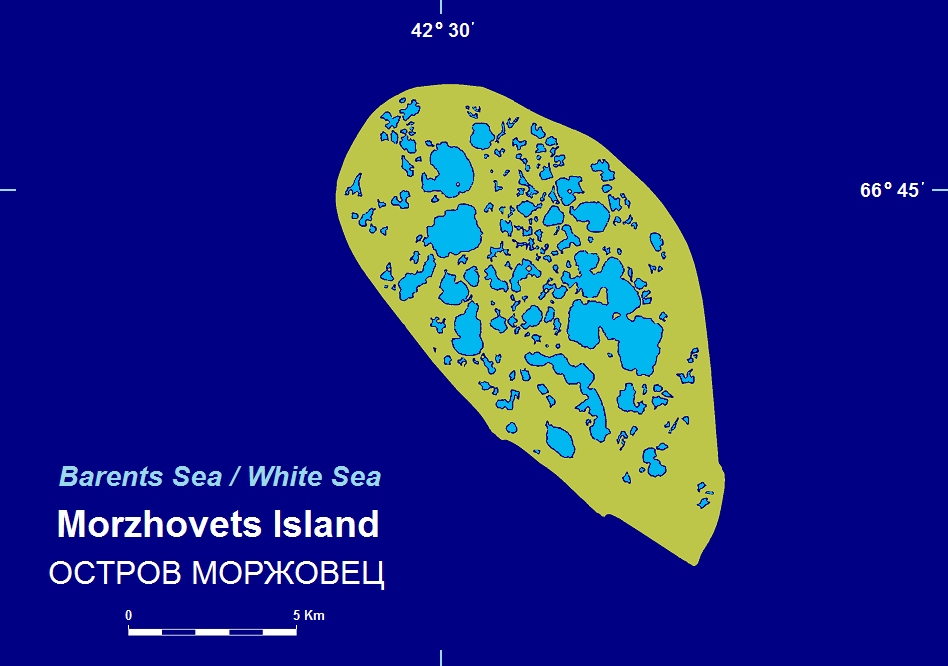

## Geografie
Die Morschowez-Insel liegt im nordöstlichen Bereich des Weißen Meeres, etwa 25 km vor der Nordküste der Osteuropäischen Ebene im Mesenbusen. Sie liegt dabei nur wenige Kilometer nördlich des Polarkreises. Die annähernd oval geformte Insel ist 18 km lang und weist eine Fläche von etwa 110 km² auf. Die Landschaft der vergleichsweise flachen Insel ist von mit vielen kleinen Seen und Teichen durchsetzter Tundra geprägt. Im Südwesten der Morschowez-Insel liegt eine Siedlung gleichen Namens.